# Fallerans
Fallerans est une commune française située dans le département du Doubs, la région culturelle et historique de Franche-Comté et la région administrative Bourgogne-Franche-Comté. 
Les habitants se nomment les Fallerans et Falleranes.

## Géographie

### Communes limitrophes
Fallerans est un petit village s'élevant à 620 mètres d'altitude.
Il est situé à 5,3 km de Valdahon, la ville la plus proche, à 3,8 km de Vernierfontaine et à 4,8 km de Guyans-Durnes.
Fallerans est aussi très proche d'Étalans (à 3,4 km) car il partage avec lui une école primaire.

### Climat
Pour des articles plus généraux, voir Climat de la Bourgogne-Franche-Comté et Climat du Doubs.
En 2010, le climat de la commune est de type climat de montagne, selon une étude du Centre national de la recherche scientifique s'appuyant sur une série de données couvrant la période 1971-2000. En 2020, Météo-France publie une typologie des climats de la France métropolitaine dans laquelle la commune est dans une zone de transition entre le climat semi-continental et le climat de montagne et est dans la région climatique  Jura, caractérisée par une forte pluviométrie en toutes saisons (1 000 à 1 500 mm/an), des hivers rigoureux et un ensoleillement médiocre. 
Pour la période 1971-2000, la température annuelle moyenne est de 8,5 °C, avec une amplitude thermique annuelle de 16,5 °C. Le cumul annuel moyen de précipitations est de 1 356 mm, avec 13,3 jours de précipitations en janvier et 10,5 jours en juillet. Pour la période 1991-2020, la température moyenne annuelle observée sur la station météorologique de Météo-France la plus proche, « Épenoy », sur la commune d'Épenoy à 6 km à vol d'oiseau, est de 9,2 °C et le cumul annuel moyen de précipitations est de 1 363,0 mm. 
La température maximale relevée sur cette station est de 36,4 °C, atteinte le 7 août 2003 ; la température minimale est de −18,8 °C, atteinte le 5 février 2012,,. 
Les paramètres climatiques de la commune ont été estimés pour le milieu du siècle (2041-2070) selon différents scénarios d'émission de gaz à effet de serre à partir des nouvelles projections climatiques de référence DRIAS-2020. Ils sont consultables sur un site dédié publié par Météo-France en novembre 2022.

## Urbanisme

### Typologie
Au 1er janvier 2024, Fallerans est catégorisée commune rurale à habitat dispersé, selon la nouvelle grille communale de densité à 7 niveaux définie par l'Insee en 2022.
Elle est située hors unité urbaine. Par ailleurs la commune fait partie de l'aire d'attraction de Valdahon, dont elle est une commune de la couronne,. Cette aire, qui regroupe 22 communes, est catégorisée dans les aires de moins de 50 000 habitants,.

### Occupation des sols
L'occupation des sols de la commune, telle qu'elle ressort de la base de données européenne d’occupation biophysique des sols Corine Land Cover (CLC), est marquée par l'importance des territoires agricoles (70,7 % en 2018), une proportion sensiblement équivalente à celle de 1990 (71,5 %). La répartition détaillée en 2018 est la suivante : 
zones agricoles hétérogènes (44,3 %), prairies (26,5 %), forêts (21,6 %), milieux à végétation arbustive et/ou herbacée (4,1 %), zones urbanisées (3,5 %). L'évolution de l’occupation des sols de la commune et de ses infrastructures peut être observée sur les différentes représentations cartographiques du territoire : la carte de Cassini (XVIIIe siècle), la carte d'état-major (1820-1866) et les cartes ou photos aériennes de l'IGN pour la période actuelle (1950 à aujourd'hui).

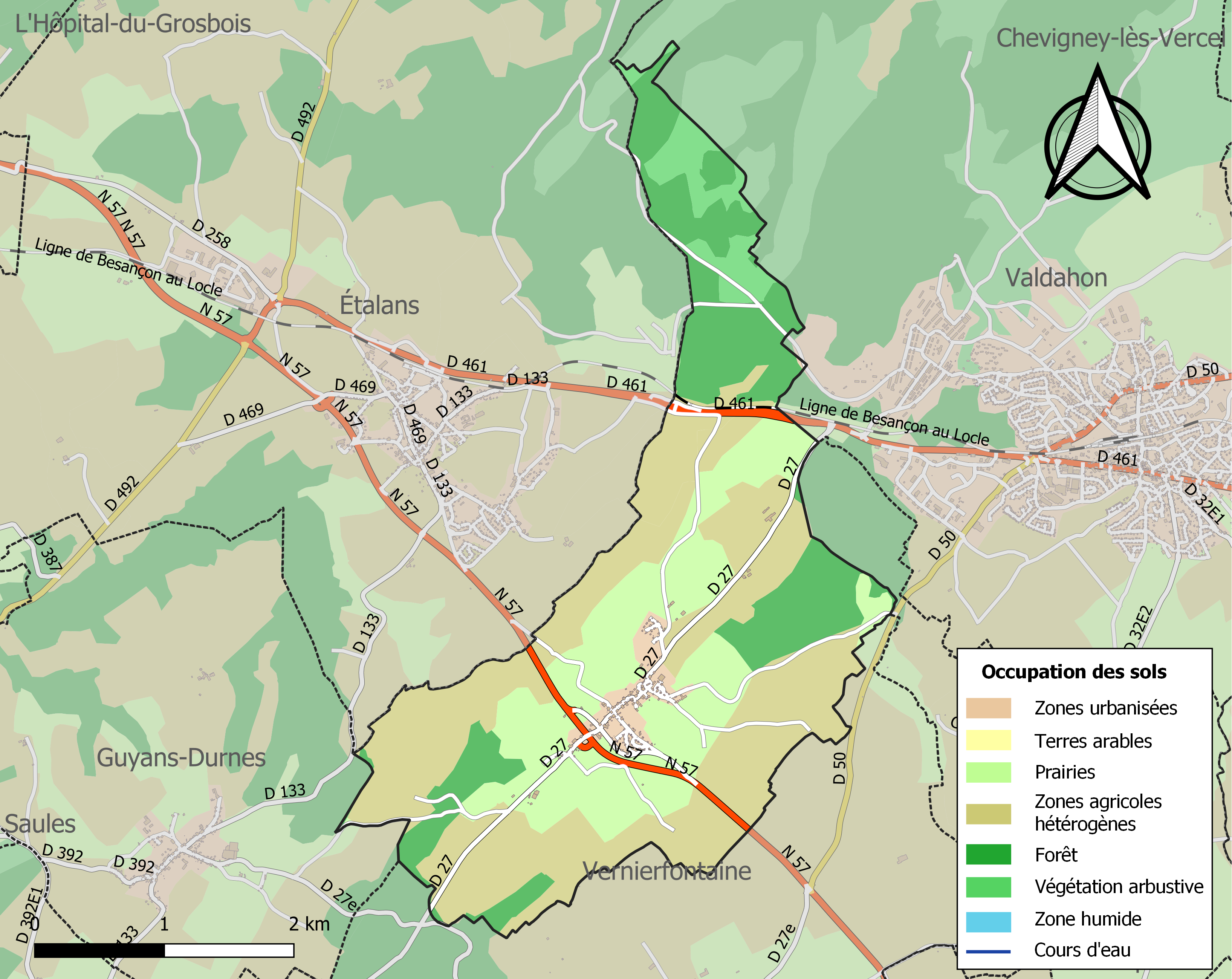
Carte des infrastructures et de l'occupation des sols de la commune en 2018 (CLC).

## Toponymie
Falerans en 1229 ; Falerens en 1420 ; Fallerans depuis 1681.

## Histoire
Fallerans était autrefois un village important : à cinq cents mètres au nord de la localité passait la voie romaine de Pontarlier à Besançon, que l'on appelait encore récemment le chemin de Jules César. Au point culminant du village, Châtillon, à 668 mètres, était un poste de guet et de surveillance de la route. Une autre route, importante déjà aux temps des Gallo-romains, traversait la localité sous le nom de la grande Vie ou route du Sel, unissant Salins-les-Bains à Pont-de-Roide-Vermondans. Cette route coupait donc la voie romaine à proximité de Fallerans.

## Politique et administration
| Période                                  | Période                     | Identité                                        | Étiquette | Qualité                    |
| ---------------------------------------- | --------------------------- | ----------------------------------------------- | --------- | -------------------------- |
| avant 1995                               | ?                           | Jean Dornier                                    | DVD       |                            |
| mars 2001                                | 2014                        | Marc Billot                                     |           |                            |
| mars 2014                                | En cours (au 1er juin 2020) | Daniel Brunelles Réélu pour le mandat 2020-2026 | SE        | Retraité Fonction publique |
| Les données manquantes sont à compléter. |                             |                                                 |           |                            |

## Démographie
L'évolution du nombre d'habitants est connue à travers les recensements de la population effectués dans la commune depuis 1793. Pour les communes de moins de 10 000 habitants, une enquête de recensement portant sur toute la population est réalisée tous les cinq ans, les populations de référence des années intermédiaires étant quant à elles estimées par interpolation ou extrapolation. Pour la commune, le premier recensement exhaustif entrant dans le cadre du nouveau dispositif a été réalisé en 2008.

En 2022, la commune comptait 294 habitants, en évolution de +4,26 % par rapport à 2016 (Doubs : +1,88 %, France hors Mayotte : +2,11 %).
| 1793 | 1800 | 1806 | 1821 | 1831 | 1836 | 1841 | 1846 | 1851 |
| ---- | ---- | ---- | ---- | ---- | ---- | ---- | ---- | ---- |
| 223  | 320  | 312  | 302  | 313  | 321  | 310  | 305  | 284  |

| 1856 | 1861 | 1866 | 1872 | 1876 | 1881 | 1886 | 1891 | 1896 |
| ---- | ---- | ---- | ---- | ---- | ---- | ---- | ---- | ---- |
| 266  | 279  | 271  | 267  | 272  | 283  | 318  | 282  | 278  |

| 1901 | 1906 | 1911 | 1921 | 1926 | 1931 | 1936 | 1946 | 1954 |
| ---- | ---- | ---- | ---- | ---- | ---- | ---- | ---- | ---- |
| 255  | 237  | 200  | 210  | 209  | 191  | 227  | 204  | 193  |

| 1962 | 1968 | 1975 | 1982 | 1990 | 1999 | 2006 | 2008 | 2013 |
| ---- | ---- | ---- | ---- | ---- | ---- | ---- | ---- | ---- |
| 176  | 196  | 176  | 193  | 197  | 222  | 242  | 248  | 261  |

| 2018 | 2022 | - | - | - | - | - | - | - |
| ---- | ---- | - | - | - | - | - | - | - |
| 287  | 294  | - | - | - | - | - | - | - |

## Culture locale et patrimoine

### Lieux et monuments
- L'église, avec son clocher comtois dit « à l'impériale ».
- Les fontaines, restaurées en 2014 et 2015.

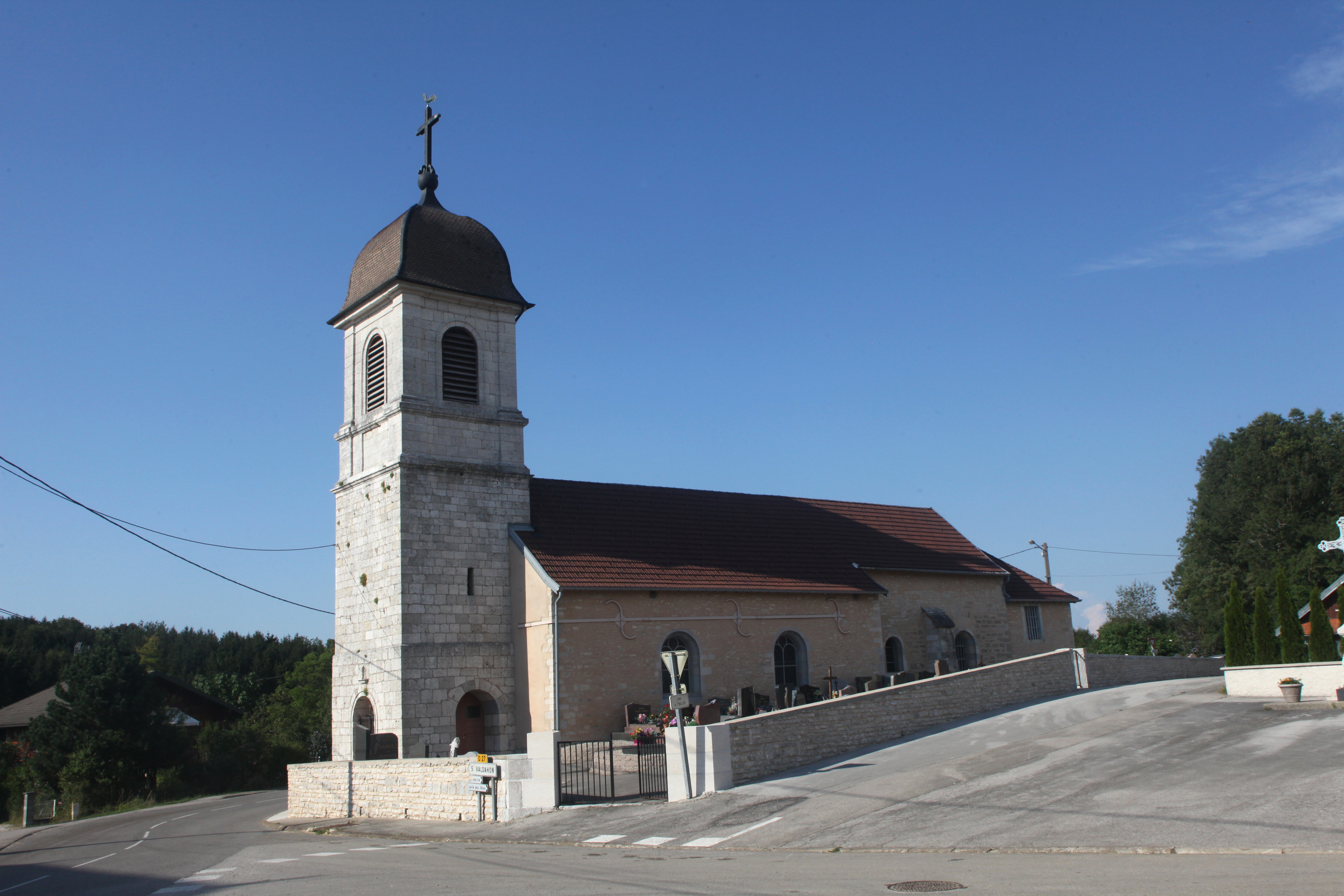
L'église.
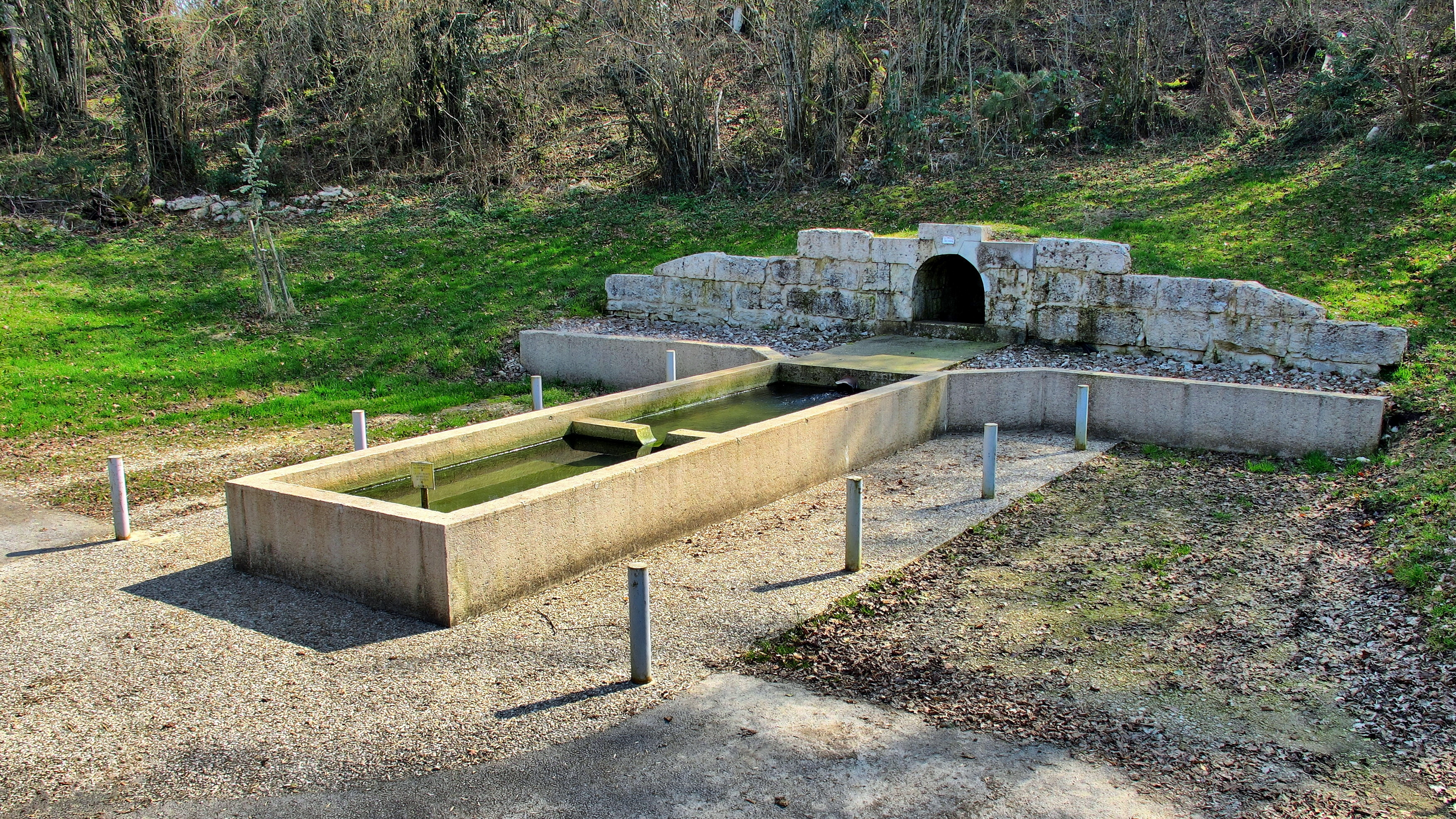
La fontaine-abreuvoir de Crouzot.
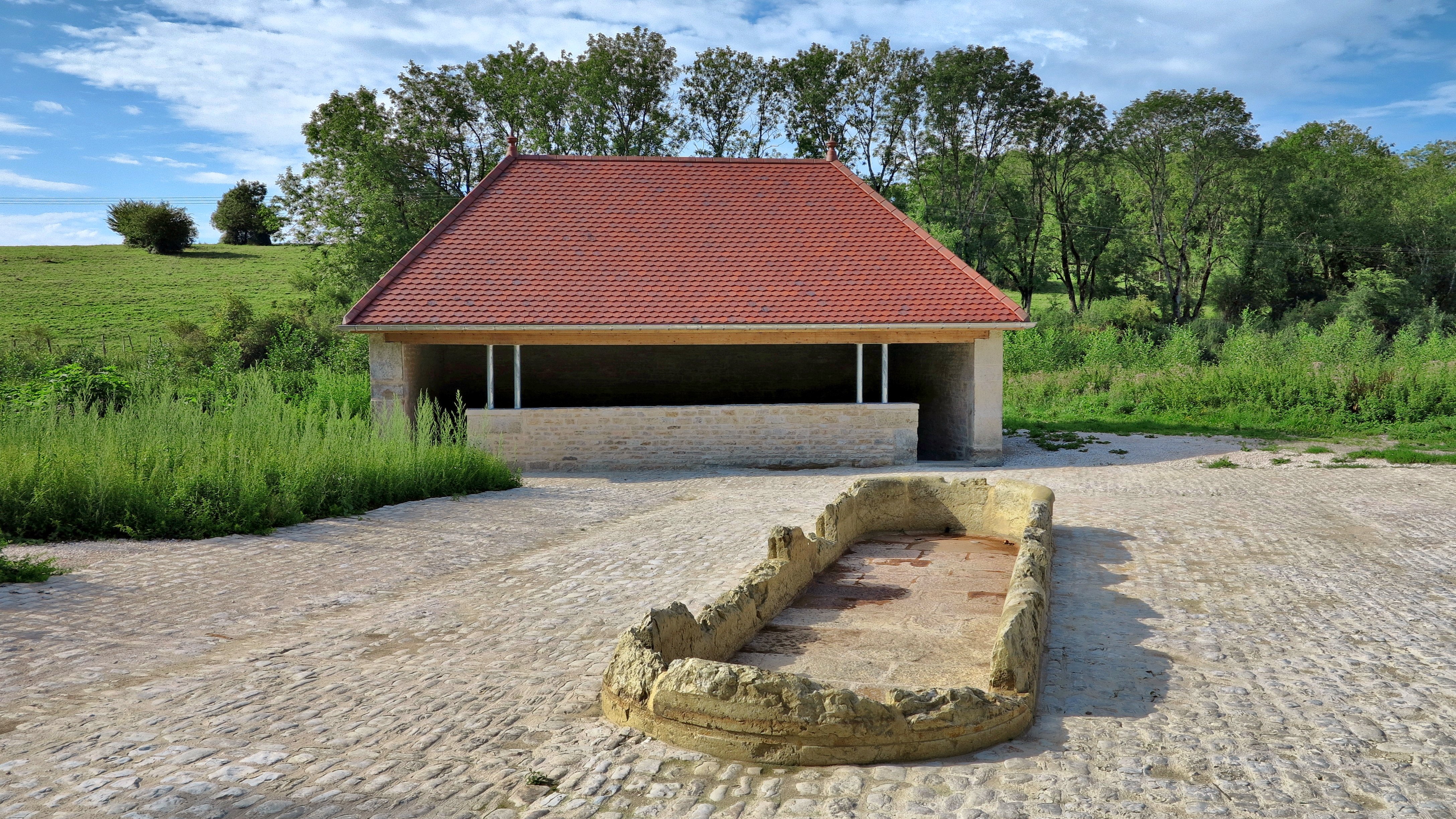
L'abreuvoir et le lavoir restaurés.
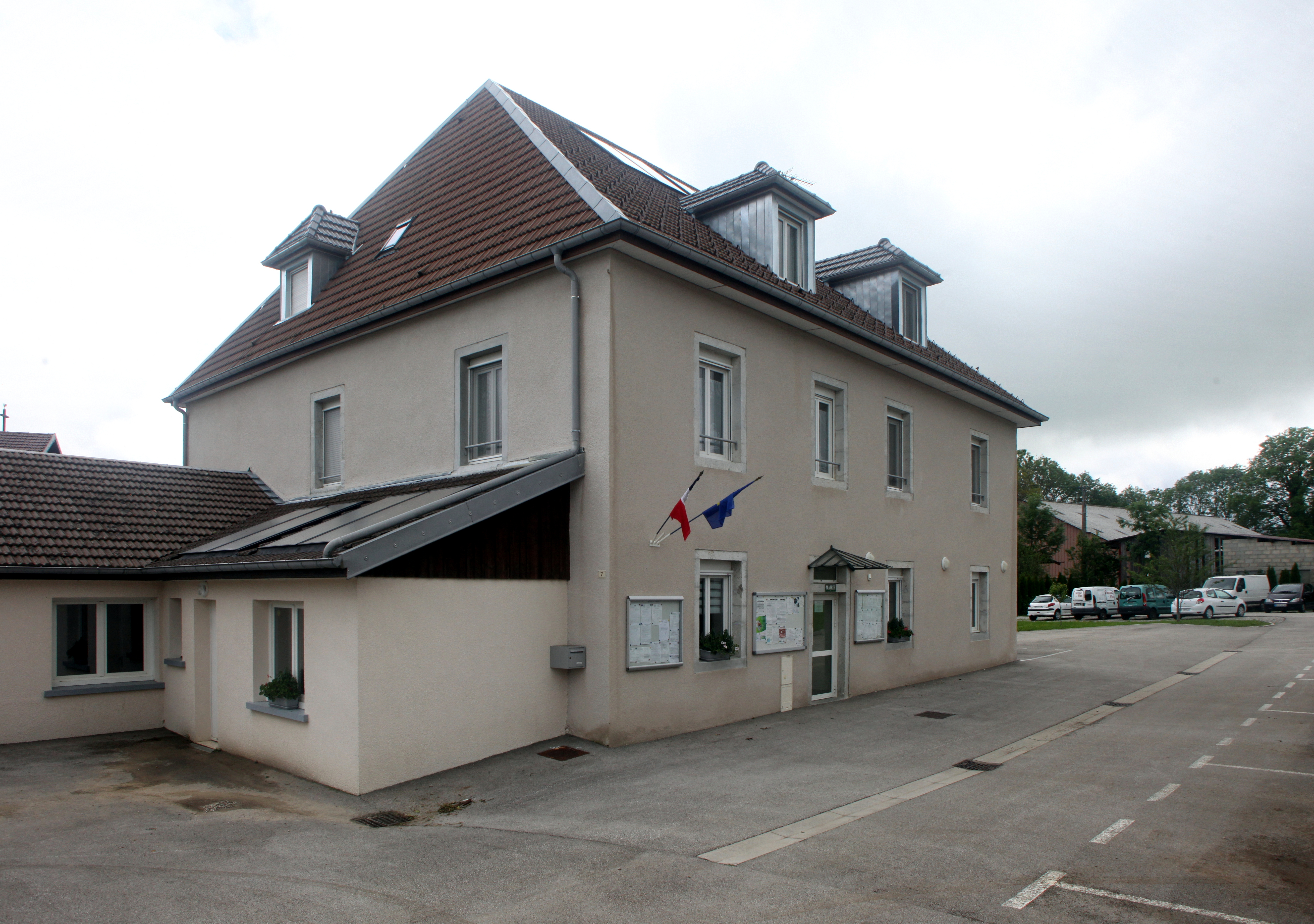
Mairie.
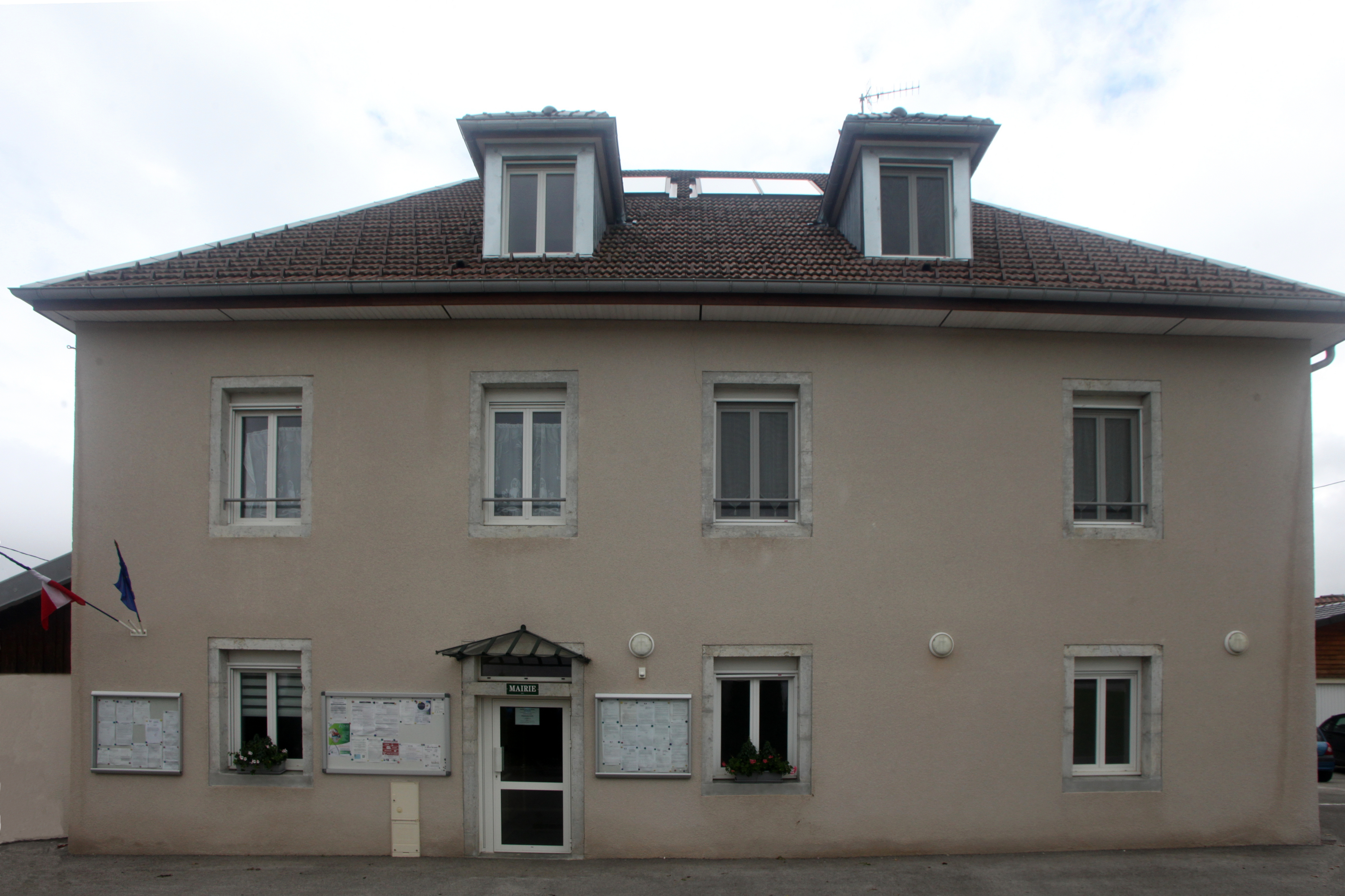
Mairie.

### Personnalités liées à la commune
Les parents de l'écrivain franc-comtois Louis Pergaud sont décédés à Fallerans à un mois d'intervalle en février et mars 1900. L'écrivain avait alors 18 ans.

### Héraldique
La famille de Fallerans portait pour armes : « D'argent à la bande de sable côtoyée de deux cotices du même ».